# Crveni vilenjak
Crveni vilenjak (engl. red sprite) vrsta je pražnjenja oblaka, koja se za razliku od običnih munja, javlja veoma visoko iznad grmljavinskih oblaka, te ima različite oblike i svjetluca na noćnom nebu. Njega pokreću visokonaponske munje. Javlja se kao crvenkasti ili narančasti bljesak, obično kao grozd na visinama 50 do 90 km iznad zemljine površine. Prvi zapisi su se javili 1886. godine, ali tek prve slike su potvrdile njihovo postojanje 6. srpnja 1989. godine, koje su ostvarili na Sveučilištu Minnesota. Crveni vilenjak je više pojava hladne plazme nego toplih munja iz troposfere, tako da je po svijetlu više srodan s fluorescentnom cijevi nego električnom pražnjenju munja. 

## Povijesni izvještaji
Naznaka da postoje potječe od izvještaja iz 1730-ih u Njemačkoj, koje je napravio Johann Georg Estor. Nobelovac Charles Thomson Rees Wilson je naslutio 1925. godine, na osnovu teoretskih proračuna, da bi se električno pražnjenje moglo javiti i u gornjim slojevima atmosphere, a 1956. je i vidio nešto poput crvenog vilenjaka. Konačno su sa Sveučilišta Minnesota sasvim slučajno potvrdili njihovo postojanje 1989. godine. 
Nekoliko godina nakon otkrića, dobili su naziv crveni vilenjaci prema liku iz Shakespeare-vog djela San ljetne noći. Snimljeni su kasnije i preko 10 000 puta.

## Osobine
Snimljeni su u gotovo svim dijelovima svijeta i smatra se da se javljaju samo za najjačih grmljavinskih oluja. U gornjem dijelu se pojavljuje crvenkasti ili narančasti bljesak, dok na donjem dijelu se vide plavkaste vitice koje kao da vise, te ponekad mu prethodi crvenkasti vijenac. Traju obično nekoliko milisekundi i pokreću ih visokonaponske munje između olujnih oblaka i tla. Često se javljaju u grozdovima od 2 ili više, i tipičan raspon je na visinama 50 do 90 km iznad zemljine površine. Crveni vilenjaci se teško ulove kamerom jer njihova pojava traje samo nekoliko milisekundi i često se i ne primjećuju golim okom, već samo posebnim foto-osjetljivim kamerama.

## Oštećene letjelice
Za crvene vilenjake se pogrešno bilo mislilo da su skrivili neka ostećenja letjelica koja su puštena u visoke slojeve atmosphere. Tako npr., NASA je lansirala 6. lipnja 1989. godine jedan balon u stratosferu. Balon je doživio oštećenje na visini 37000 m, dok je letio iznad jedne oluje u Teksasu. Najprije se sumnjalo na crvene vilenjake, ali kasnije ispitivanje je pokazalo da je ostećenje došlo od munje koja je putovala odozdo, što više liči na plavi mlaz.